# Oskarshamns, Vimmerby och Borgholms valkrets
Oskarshamns, Vimmerby och Borgholms valkrets var vid riksdagsvalen till andra kammaren 1896-1908 en egen valkrets med ett mandat. Valkretsen avskaffades inför riksdagsvalet 1911, då Oskarshamn och Vimmerby fördes till Kalmar läns norra valkrets och Borgholm till Kalmar läns södra valkrets. Mandatet innehades hela tiden av Bertrand Lindgren, borgmästare i Oskarshamn.

## Riksdagsmän
- Bertrand Lindgren (1897-1911), fr c 1897, Friesen 1899, lib s 1900-1911

## Valresultat

### 1896
| Andrakammarvalet i Sverige 1896: Oskarshamns, Vimmerby och Borgholms valkrets | Andrakammarvalet i Sverige 1896: Oskarshamns, Vimmerby och Borgholms valkrets | Andrakammarvalet i Sverige 1896: Oskarshamns, Vimmerby och Borgholms valkrets | Andrakammarvalet i Sverige 1896: Oskarshamns, Vimmerby och Borgholms valkrets | Andrakammarvalet i Sverige 1896: Oskarshamns, Vimmerby och Borgholms valkrets |
| Kandidat                                                                      | Kandidat                                                                      | Röster                                                                        | Röster                                                                        | Röster                                                                        |
| Kandidat                                                                      | Kandidat                                                                      | Antal                                                                         | %                                                                             | +− %                                                                          |
| ----------------------------------------------------------------------------- | ----------------------------------------------------------------------------- | ----------------------------------------------------------------------------- | ----------------------------------------------------------------------------- | ----------------------------------------------------------------------------- |
|                                                                               | Bertrand Lindgren                                                             | 165                                                                           | 62,3                                                                          |                                                                               |
|                                                                               | F. Lindström (n)                                                              | 77                                                                            | 29,0                                                                          |                                                                               |
|                                                                               | Övriga kandidater                                                             | 23                                                                            | 8,7                                                                           |                                                                               |
| Antal giltiga röster                                                          | Antal giltiga röster                                                          | 265                                                                           |                                                                               |                                                                               |
| Kasserade röster                                                              | Kasserade röster                                                              | 2                                                                             |                                                                               |                                                                               |
| Totalt                                                                        | Totalt                                                                        | 267                                                                           |                                                                               |                                                                               |

Valdeltagandet var 48,1%.

### 1899
| Andrakammarvalet i Sverige 1899: Oskarshamns, Vimmerby och Borgholms valkrets | Andrakammarvalet i Sverige 1899: Oskarshamns, Vimmerby och Borgholms valkrets | Andrakammarvalet i Sverige 1899: Oskarshamns, Vimmerby och Borgholms valkrets | Andrakammarvalet i Sverige 1899: Oskarshamns, Vimmerby och Borgholms valkrets | Andrakammarvalet i Sverige 1899: Oskarshamns, Vimmerby och Borgholms valkrets |
| Kandidat                                                                      | Kandidat                                                                      | Röster                                                                        | Röster                                                                        | Röster                                                                        |
| Kandidat                                                                      | Kandidat                                                                      | Antal                                                                         | %                                                                             | +− %                                                                          |
| ----------------------------------------------------------------------------- | ----------------------------------------------------------------------------- | ----------------------------------------------------------------------------- | ----------------------------------------------------------------------------- | ----------------------------------------------------------------------------- |
|                                                                               | Bertrand Lindgren                                                             | 194                                                                           | 75,8                                                                          | ▲13,5                                                                         |
|                                                                               | E.O. Severin                                                                  | 59                                                                            | 23,0                                                                          |                                                                               |
|                                                                               | Övriga kandidater                                                             | 3                                                                             | 1,2                                                                           |                                                                               |
| Antal giltiga röster                                                          | Antal giltiga röster                                                          | 256                                                                           |                                                                               |                                                                               |
| Kasserade röster                                                              | Kasserade röster                                                              | 2                                                                             |                                                                               |                                                                               |
| Totalt                                                                        | Totalt                                                                        | 258                                                                           |                                                                               |                                                                               |

Valet ägde rum den 7 september 1899. Valdeltagandet var 38,8%.

### 1902
| Andrakammarvalet i Sverige 1902: Oskarshamns, Vimmerby och Borgholms valkrets | Andrakammarvalet i Sverige 1902: Oskarshamns, Vimmerby och Borgholms valkrets | Andrakammarvalet i Sverige 1902: Oskarshamns, Vimmerby och Borgholms valkrets | Andrakammarvalet i Sverige 1902: Oskarshamns, Vimmerby och Borgholms valkrets | Andrakammarvalet i Sverige 1902: Oskarshamns, Vimmerby och Borgholms valkrets |
| Kandidat                                                                      | Kandidat                                                                      | Röster                                                                        | Röster                                                                        | Röster                                                                        |
| Kandidat                                                                      | Kandidat                                                                      | Antal                                                                         | %                                                                             | +− %                                                                          |
| ----------------------------------------------------------------------------- | ----------------------------------------------------------------------------- | ----------------------------------------------------------------------------- | ----------------------------------------------------------------------------- | ----------------------------------------------------------------------------- |
|                                                                               | Bertrand Lindgren                                                             | 235                                                                           | 59,3                                                                          | ▼16,5                                                                         |
|                                                                               | R.O. Sjöberg                                                                  | 160                                                                           | 40,4                                                                          |                                                                               |
|                                                                               | Övriga kandidater                                                             | 1                                                                             | 0,3                                                                           |                                                                               |
| Antal giltiga röster                                                          | Antal giltiga röster                                                          | 396                                                                           |                                                                               |                                                                               |
| Kasserade röster                                                              | Kasserade röster                                                              | 1                                                                             |                                                                               |                                                                               |
| Totalt                                                                        | Totalt                                                                        | 397                                                                           |                                                                               |                                                                               |

Valet ägde rum den 17 september 1902. Valdeltagandet var 49,8%.

### 1905
| Andrakammarvalet i Sverige 1905: Oskarshamns, Vimmerby och Borgholms valkrets | Andrakammarvalet i Sverige 1905: Oskarshamns, Vimmerby och Borgholms valkrets | Andrakammarvalet i Sverige 1905: Oskarshamns, Vimmerby och Borgholms valkrets | Andrakammarvalet i Sverige 1905: Oskarshamns, Vimmerby och Borgholms valkrets | Andrakammarvalet i Sverige 1905: Oskarshamns, Vimmerby och Borgholms valkrets |
| Kandidat                                                                      | Kandidat                                                                      | Röster                                                                        | Röster                                                                        | Röster                                                                        |
| Kandidat                                                                      | Kandidat                                                                      | Antal                                                                         | %                                                                             | +− %                                                                          |
| ----------------------------------------------------------------------------- | ----------------------------------------------------------------------------- | ----------------------------------------------------------------------------- | ----------------------------------------------------------------------------- | ----------------------------------------------------------------------------- |
|                                                                               | Bertrand Lindgren                                                             | 424                                                                           | 79,5                                                                          | ▲20,2                                                                         |
|                                                                               | J. Danielsson                                                                 | 108                                                                           | 20,3                                                                          |                                                                               |
|                                                                               | Övriga kandidater                                                             | 1                                                                             | 0,2                                                                           |                                                                               |
| Antal giltiga röster                                                          | Antal giltiga röster                                                          | 533                                                                           |                                                                               |                                                                               |
| Kasserade röster                                                              | Kasserade röster                                                              | 1                                                                             |                                                                               |                                                                               |
| Totalt                                                                        | Totalt                                                                        | 534                                                                           |                                                                               |                                                                               |

Valet ägde rum den 7 september 1905. Valdeltagandet var 55,2%.

### 1908
| Andrakammarvalet i Sverige 1908: Oskarshamns, Vimmerby och Borgholms valkrets | Andrakammarvalet i Sverige 1908: Oskarshamns, Vimmerby och Borgholms valkrets | Andrakammarvalet i Sverige 1908: Oskarshamns, Vimmerby och Borgholms valkrets | Andrakammarvalet i Sverige 1908: Oskarshamns, Vimmerby och Borgholms valkrets | Andrakammarvalet i Sverige 1908: Oskarshamns, Vimmerby och Borgholms valkrets |
| Kandidat                                                                      | Kandidat                                                                      | Röster                                                                        | Röster                                                                        | Röster                                                                        |
| Kandidat                                                                      | Kandidat                                                                      | Antal                                                                         | %                                                                             | +− %                                                                          |
| ----------------------------------------------------------------------------- | ----------------------------------------------------------------------------- | ----------------------------------------------------------------------------- | ----------------------------------------------------------------------------- | ----------------------------------------------------------------------------- |
|                                                                               | Bertrand Lindgren                                                             | 329                                                                           | 47,3                                                                          | ▼32,2                                                                         |
|                                                                               | Karl Oskar Trybom (radikal)                                                   | 324                                                                           | 46,6                                                                          |                                                                               |
|                                                                               | Jacob Gustaf Odencrantz (höger)                                               | 42                                                                            | 6,0                                                                           |                                                                               |
| Antal giltiga röster                                                          | Antal giltiga röster                                                          | 695                                                                           |                                                                               |                                                                               |
| Kasserade röster                                                              | Kasserade röster                                                              | 0                                                                             |                                                                               |                                                                               |
| Totalt                                                                        | Totalt                                                                        | 695                                                                           |                                                                               |                                                                               |

Valet ägde rum den 9 september 1908. Valdeltagandet var 51,3%.